# Brachyopsis
Brachyopsis is een monotypisch geslacht van straalvinnige vissen uit de familie van harnasmannen (Agonidae).

## Soort
- Brachyopsis segaliensis Tilesius, 1809